# Abel (voornaam)

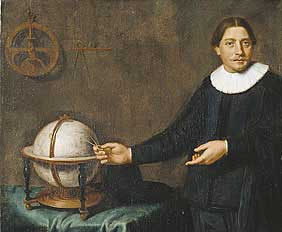
Abel Tasman

Abel is een jongensnaam. De vrouwelijke pendant is Abelina. Het is de vleivorm van de naam Abe of een Bijbelse naam, die in het Hebreeuws "adem" of "de vergankelijke" betekent. In de middeleeuwen was de naam ook de verkorte vorm van Albrecht.

## Abel in de Bijbel
In de Bijbel is Abel de tweede zoon van Adam en Eva. Hij werd vermoord door zijn broer Kaïn, zie Abel (Bijbel).

## Heilige
- Abel (heilige), aartsbisschop van Reims

## Bekende naamdragers
- Abel van Denemarken, koning van Denemarken (1250-1252)
- Abel Antón, Spaans langeafstandsloper en tweevoudig wereldkampioen op de marathon
- Abel Balbo, Argentijns voetballer
- Abel Hernández, Uruguayaans voetballer
- Abel Herzberg, Nederlands toneel- en kroniekschrijver en essayist
- Abel Matutes, Spaans politicus
- Abel Moreno Gómez, Spaans componist
- Abel Muzorewa, Zimbabwaans politicus en bisschop
- Abel Pacheco, president van Costa Rica (2002-2006)
- Abel Tasman, Nederlands ontdekkingsreiziger
- Abel Tesfaye, Canadees zanger, bekend onder zijn artiestennaam The Weeknd
- Abel Xavier, Portugees voetballer